# Jean Gadrey
 (février 2021).
Jean Gadrey, né le 9 octobre 1943, est un économiste français spécialiste des services et des indicateurs de richesse. Ancien professeur à l'université Lille-I, ses réflexions lui ont valu notamment d'être invité à présider une commission du CNIS et à participer aux travaux de la Commission Stiglitz. Critique de la théorie économique néo-classique dominante en sciences économiques et du néolibéralisme, il se consacre, depuis quelques années, à des recherches sur les indicateurs de richesse et les limites de la croissance économique. Il est notamment membre du Conseil scientifique de l'organisation altermondialiste Attac. Outre ses articles et livres scientifiques, il a publié de nombreux articles dans des revues de vulgarisation comme Alternatives économiques, ou dans des journaux comme Le Monde, Le Monde Diplomatique ou Politis.

## Biographie

### Jeunesse et formation
Jean Gadrey naît le 9 octobre 1943,.

### Carrière
Économiste, il devient en 1992 professeur d'économie à l'université des sciences et technologies de Lille ; il est aussi devenu professeur émérite d'économie dans cette université,,. Jean Gadrey est aussi membre du Conseil scientifique de l'Association pour la taxation des transactions financières et pour l'action citoyenne (Attac).
Au début du XXIe siècle, Jean Gadrey est considéré comme un économiste hétérodoxe, dans le sens où il considère d'un regard critique le néolibéralisme — philosophie en vogue chez nombre des économistes de l'époque — en soulignant notamment ses dangers et ses contradictions. Au cours de sa carrière, Jean Gadrey s'est aussi intéressé à de nouveaux indicateurs de richesse. Il a également émis des critiques quant à l'idée d'« industrialisation des services ».
Il a contribué au travail sur la mesure du produit intérieur brut (PIB) au sein de la commission Stigltiz (voir plus de détails plus bas).

## Travaux théoriques
Jean Gadrey est un spécialiste des services en France. Sa spécialisation dans ce domaine a été reconnue comme telle quand il a été nommé pendant dix ans président de la commission « Commerces-services » par le Conseil national de l'information statistique (CNIS), organisme qui définit les grandes orientations des statistiques menées en France. Il est en particulier l'auteur d'un ouvrage de la collection « Repères » sur la socio-économie des services, d'un livre sur le mythe de la Nouvelle économie et d'un chapitre critiquant l'idée reçue selon laquelle « Il faut développer les petits emplois de service à faible productivité, comme le font les Américains ».
Jean Gadrey a réalisé au début des années 2000 une série de travaux critiques sur les indicateurs de richesse. Il a en particulier critiqué les aspects jugés absurdes de l'indicateur économique dominant qu'est actuellement le produit intérieur brut (PIB), par exemple dans un livre collectif écrit en anglais et rassemblant des textes d'économistes critiquant le néolibéralisme (voir le mouvement Post-Autistic Economics). Sur ce thème, il a réalisé et publié ensuite de nombreux travaux en collaboration avec sa collègue économiste Florence Jany-Catrice[réf. nécessaire]. Il a publié dans le quotidien Le Monde daté du 15 juin 2012 avec Florence Jany-Catrice et la sociologue Dominique Méda un point de vue sur les limites de la croissance. Le texte original a été ensuite publié sans coupures sur son blog de Alternatives économiques et sous son titre d'origine « De la croissance à la transition écologique et sociale ».
Jean Gadrey s'est intéressé aux problèmes posés par la monétarisation de la nature dans son livre Faut-il donner un prix à la nature? co-écrit avec l'économiste et femme politique Aurore Lalucq. L'ouvrage a remporté le Prix du livre de la Fondation de l'écologie politique en 2015. Les auteurs y passent en revue les théories économiques sur lesquelles se basent la monétarisation et cherchent à déterminer son efficacité en développant plusieurs études de cas (zone humide des Catskills, rapport Stern, méthode Care, taxe carbone suédoise…). Dans leur conclusion, Jean Gadrey et Aurore Lalucq distinguent monétarisation, marchandisation et financiarisation : « nous avons ainsi pu noter [...] que le fait d'utiliser l'unité monétaire ne signifiait pas forcement donner un prix ; que donner un prix ne signifiait pas forcement créer un marché ; et que créer un marché ne revenait pas nécessairement à financiariser la nature ». Les auteurs reconnaissent que certaines valorisations monétaires peuvent constituer des solutions pour protéger la nature, mais elles restent des solutions de second ordre qui doivent être mises en place dans un cadre réglementaire strict pour ne pas entrainer d'effets dangereux.
En 2019, un collectif d'une trentaine de chercheurs dirigé par l'économiste Florence Jany-Catrice et la sociologue et haute-fonctionnaire Dominique Méda fait paraitre un ouvrage intitulé L'économie au service de la société, en hommage à Jean Gadrey, et qui revient sur les apports de ses travaux pour les sciences économiques,.

## Activités militantes
Jean Gadrey a été membre du comité des 12 économistes pour le non au projet de Traité constitutionnel européen de 2004 et a animé de nombreuses conférences sur le sujet. Il a notamment écrit à ce propos l'article « Conditions de travail, fonds structurels, services publics : Le virage néo-libéral des années 1990 en Europe » : après une critique largement documentée, il reprend dans l'annexe le projet d'une Europe sociale à construire.
Il a participé à l'amélioration et à la diffusion de l'indicateur des inégalités en France dit BIP 40 (contraction de l'inverse du sigle PIB et du CAC40) et est toujours membre du comité de rédaction du site qui en assure la diffusion. Plus généralement, il privilégie dans ses analyses la dénonciation du développement des inégalités, aussi bien dans de nombreux articles d'Alternatives économiques ou de Politis que dans son livre de 2006 sur « la fin des inégalités » ou dans l'ouvrage collectif dont il a coordonné la rédaction en 2005-2006 dans un groupe du Conseil scientifique d'Attac.
Jean Gadrey remet en cause la religion de la croissance[réf. nécessaire], laquelle met selon lui gravement en danger la planète du fait de ses effets sur l'environnement. Pour lui, elle n'augmente plus vraiment le bien-être à partir d'un certain niveau de richesse matérielle par habitant. Bien que critiquant par plusieurs aspects les thèses de la décroissance, il recommande une vision alternative à l'idéologie économiste répandue qui considère la croissance comme le moyen obligé du plein-emploi et comme un objectif incontournable[source insuffisante]. Dans son livre réédité début 2012, Adieu à la croissance, il soutient que la croissance, loin d'être un remède au chômage et à nos problèmes, est désormais davantage un facteur de crise, une menace pour la planète et un obstacle au progrès.[réf. nécessaire] Même la « croissance verte », qui est à la mode à droite comme à gauche, n’est pour lui qu'une fausse solution.
Quand l'économiste Jean-Paul Fitoussi lui a proposé au début 2008 de contribuer à élaborer de nouveaux indicateurs de richesse en collaborant aux travaux de la Commission Stiglitz, Jean Gadrey a commencé par dénoncer les ambiguïtés de ce projet. Guère convaincu par les assurances fournies quant à l'indépendance de ses travaux et à leur ouverture vers les contributions de la société civile, il n'a finalement accepté que parce que, parallèlement, il a pu organiser avec une quinzaine d'amis, dont Florence Jany-Catrice, Dominique Méda et Patrick Viveret, un groupe de réflexion pouvant l'appuyer à la fois dans sa participation critique aux travaux de la commission et pour développer des interventions alternatives sur la question des indicateurs.[réf. nécessaire]
Ce groupe s'est intitulé Forum pour d'autres indicateurs de richesse (ou FAIR, clin d'œil qui signifie juste ou équitable en anglais). Il s'est réuni au départ parallèlement à la Commission Stiglitz et s'est rapidement autonomisé en impulsant de larges débats collectifs sur le problème de la mesure, et donc de la définition, du progrès. Jean Gadrey participe activement aux activités de ce collectif de réflexion, à la fois comme coprésident de FAIR avec Florence Jany-Catrice et comme théoricien qui contribue fortement depuis son blog à la critique des nouvelles variétés d'indicateurs qui prétendent mesurer la soutenabilité de nos pays tel le tout dernier IW[réf. nécessaire].
Jean Gadrey s'engage à partir de 2014 aux côtés du mouvement politique Nouvelle Donne.

## Ouvrages
- 1979 : Nouveau cours d'économie politique, avec Jean-Claude Delaunay, Tome 1, éditions Cujas, réédition en 1988.
- 1981 : La Théorie économique libérale ou néo-classique.
- 1984 : Nouveau cours d'économie politique, avec Jean-Claude Delaunay, Tome 2, éditions Cujas.
- 1987 ou 1988[3] : Les Enjeux de la société de service avec Jean-Claude Delaunay, Presses de la Fondation nationale des sciences politiques.
- 1988 : Relations de service, marchés de services, avec Jacques de Bandt, CNRS éditions.
- 1988 : (en) The Economics of Services, avec Gary Akehurst, éditions Routledge.
- 1992 : L'Économie des services, éditions La Découverte.
- 1996 : Services : la productivité en question, éditions Desclée De Brouwer.
- 1998 : France, Japon, États-Unis : L'emploi en détail. Essai de socio-économique comparative, éditions Presses universitaires de France (PUF).
- 2000 : Emploi et Travail: regards croisés, éditions L'Harmattan.
- 2000 : Patrimoine, modèles de tourisme et développement local, avec Pascal Cuvelier et Emmanuel Torres, éditions L'Harmattan.
- 2000[3] ou 2001 : Nouvelle économie, nouveau mythe ? ; suivi de Que reste-t-il de la nouvelle économie ? Paris, éditions Flammarion,  (ISBN 2-08-080023-X).
- 2002 : Manager Le Conseil, édition Ediscience.
- 2002 : (en) Productivity, Innovation and Knowledge in Services. New economic and socio-economic approaches, avec Faïz Gallouj, Edward Elgar Publishing.
- 2002 : Émergence d'un modèle du service : enjeux et réalités, avec Philippe Zarifian, éditions Liaisons.
- 2003 : Socio-économie des services, éditions La Découverte.
- 2005 : Les Nouveaux Indicateurs de richesse, avec Florence Jany-Catrice, éditions La Découverte[21]. Réédition actualisée en 2007, 2012 et 2016.
- 2006 : Pauvreté et inégalités : Ces créatures du néolibéralisme (direction de l'ouvrage), Fayard-Les éditions des mille et une nuits, 2006.
- 2006 : En finir avec les inégalités, éditions Mango Littérature.
- 2010 : Adieu à la croissance, bien vivre dans un monde solidaire, éditions Alternatives économiques & Les petits matins[5], réédition en 2012 et en 2015[22].
- 2015 : Faut-il donner un prix à la nature ? avec Aurore Lalucq, éditions Les petits matins[23], Prix du livre de la Fondation de l'écologie politique.

## Articles (sélection)
- Jean Gadrey, « Impôts, fabrication du « ras-le-bol » et réalité de l’injustice : Pistes pour une véritable réforme fiscale », Le Monde diplomatique,‎ décembre 2013 (lire en ligne)
- Jean Gadrey, « Faut-il vraiment payer toute la dette ? : Un audit citoyen chiffre la part illégitime des créances de la France », Le Monde diplomatique, no 727,‎ octobre 2014 (lire en ligne)
- Jean Gadrey, « Quand les écarts de revenus furent enfin plafonnés », dans Le monde au XXIIe siècle : Utopies pour après-demain, PUF, coll. « La Vie des Idées » (1re éd. 2014), 120 p. (ISBN 9782130631408, lire en ligne)
- Jean Gadrey, « PIB (produit intérieur brut) », dans Dominique Bourg et Alain Papaux, Dictionnaire de la pensée écologique, PUF, 2015  (ISBN 978-2-13-058696-8)

## Apparitions vidéo
Jean Gadrey apparaît dans des films documentaires français :
- Les Nouveaux Chiens de garde (2012), tiré de l'essai éponyme de Serge Halimi paru en 1997, qui explore les collusions entre les médias français et le pouvoir politique et économique français.
- Sacrée croissance ! (2014), de la journaliste Marie-Monique Robin.